# Kapnobatai
Kapnobatai, ktisztai és polisztai a dák papok különféle csoportjait jelöli. A kapnobatai a jövőbe látó dák papok elnevezése. A szó jelentése: felhőkben utazók. Életüket aszketizmusabn töltötték el, nem házasodtak. Egyesek azonosítják őket a ktisztai ("alapítók") és polisztai ("városalapítók") elnevezésű papokkal. A polisztai elnevezésű csoportot többen a dák papok vezetőinek tartják.